# エリザベス・アーデン

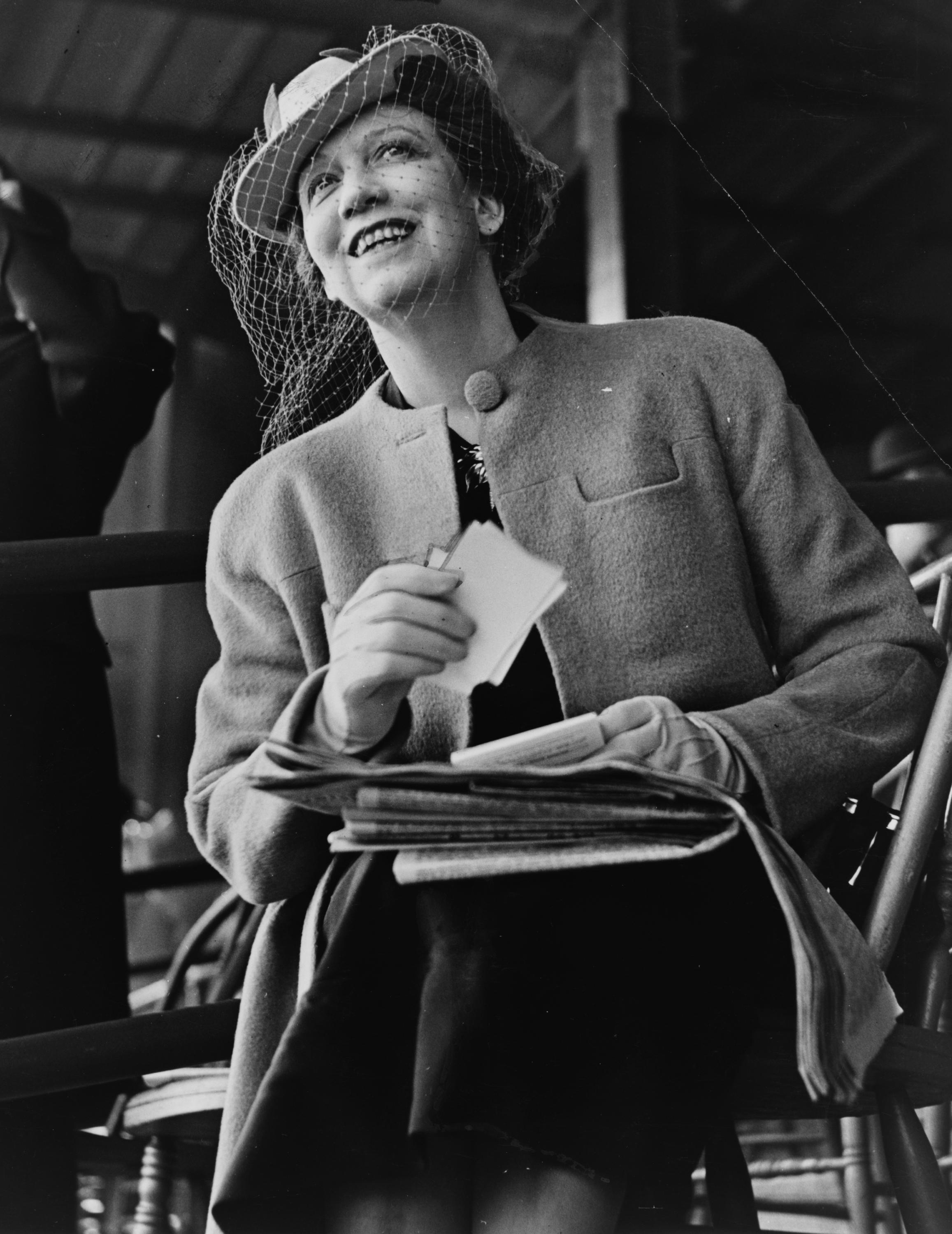
エリザベス・アーデン（1939年）

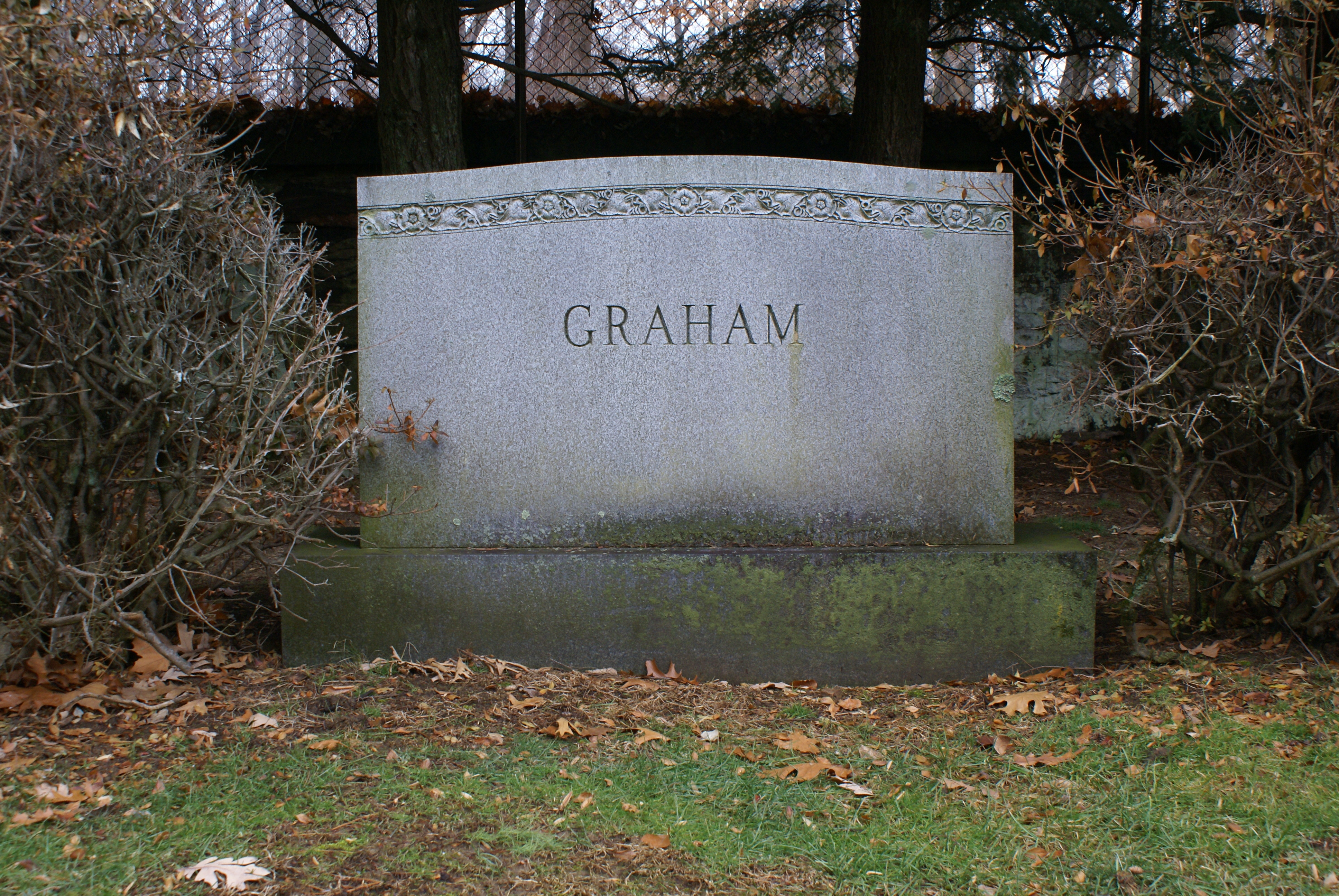
スリーピー・ホロウ墓地にあるエリザベス・アーデンの墓

エリザベス・アーデン （Elizabeth Arden, 1878年12月31日 - 1966年10月18日）は、カナダ出身の実業家。アメリカの化粧品ブランド『エリザベス・アーデン』の創設者。
本名をフローレンス・ナイティンゲール・グレアム（Florence Nightingale Graham）といい、トロント近郊の町のオンタリオ州ウッドブリッジの中産階級の娘として生まれたと称していたが、実際は貧農の娘であった。25歳の時、兄についてニューヨークへ行き、製薬会社の帳簿係となって働きだした。そこで研究所にも顔を出し、スキンケアについて学んだ。1909年に、エリザベス・フッバードと交友関係を結ぶ。二人の関係が解消された後、彼女はかつての友人の名と、詩人アルフレッド・テニスンの詩『イーノック・アーデン』から自身の仕事上の名を「エリザベス・アーデン」とした。これは自分の本名が気に入らず、よりエレガントで上流階級出身に見えるようにイメージして名付けたものである。このエレガントと上品さは彼女の生涯のテーマで、それは彼女が上流階級の婦人を相手に経営していたレッドドアサロンを中心に作り上げられていった。
1912年、アーデンはフランスへ行き、フランスのビューティーサロンで美顔術について学んだ。彼女は、自身で作った口紅と白粉を持って帰国。当時、メイクアップといえば舞台の出演者と娼婦のものとされており、アーデンは北米にモダンなアイ・メークアップを紹介した。また、化学者ファビアン・スワンソンと共同で顔用クリームを考案した。このヴェネツィア風美顔クリーム・アモレッタと、アーデン・スキン・トニックという同じく共同制作の化粧水の成功で、二人の長いビジネスの協力関係が始まった。この革命的化粧品が、化粧品の成分配合に科学的なアプローチをもたらしたのである。
1915年、アメリカ人銀行家トーマス・ルイスと結婚し、アメリカの市民権を得た。同年、海外販売を開始。1920年代から1930年代にかけ、アーデンと常に競い合ったのは、ヘレナ・ルビンスタインと、今では完全に忘れ去られたドロシー・グレイである。
第二次世界大戦中、アメリカ女性が兵役にとられた男性の替わりに肉体労働現場へ進出するに伴い、アーデンも商品の嗜好の変化を敏感に感じ取った。彼女は家から出て働く女性のために、メイクアップと服装を指南した。また女性兵士の軍服の赤い飾りと同じ色の口紅を売り出した。
アーデンの成功は化粧品にとどまらず、全身美容に着目しヨガをもとにしたエクササイズを考案し郊外にリゾートスパを開業したり、1943年からオスカー・デ・ラ・レンタやチャールズ・ジェームズを雇ってファッション事業に参入した。彼女のブランドでは香水も発売され始めました。 1996年に作られたエリザベスアーデン5thアベニューなど、同ブランドを象徴する香水のいくつかは、現在でも同ブランドによって生産されています。
馬主をするなど競馬にも深く関わり、1943年にはメインチャンスファーム（Maine Chance Farm）という生産牧場を開設している。主な所有馬に、1945年の全米2歳チャンピオンスターパイロットやロバート・トーマス・スミス調教のもとケンタッキーダービーに優勝したジェットパイロットなどがいる。
1960年代に牧場で火事があり、仔馬時代のジェットパイロットは九死に一生を得た。万能クリーム『エイトアワー・クリーム』は、当初は愛馬の火傷を治すために作られたものであったが、治療効果があったので人間の肌に合うように作り直して販売した。
1962年、化粧品事業への貢献からレジオンドヌール勲章受章。
1966年、ニューヨークで死去し、スリーピー・ホロウ墓地に葬られた。